# Cayratia menglaensis
Cayratia menglaensis là một loài thực vật hai lá mầm trong họ Nho. Loài này được C.L.Li miêu tả khoa học đầu tiên năm 1997.